# استان اوئاراز
استان اوئاراز (به اسپانیایی: Provincia de Huaraz) یک استان در پرو است که در منطقه انکاش واقع شده‌است. استان اوئاراز ۲٬۴۹۲٫۹۱ کیلومتر مربع مساحت و ۱۴۳٬۴۱۵ نفر جمعیت دارد و ۳٬۰۵۲ متر بالاتر از سطح دریا واقع شده‌است.